# 呉光心
呉 光心(오광심、オ・クワンシム、1910年3月15日 - 1976年4月7日)は韓国の女性独立運動家。
平安北道出身。中国満洲に移住して成長し、二度の結婚をした。동명学校教員で働いて朝鮮革命団に加わり、満州事変以後同じ동명学校教師であった再婚相手が転勤を行ううちに동명学校校長金学奎と共に家を発って、専門独立運動家になって1939年には青年工作隊を組織した。翌年には光復軍創設に関与し、以後日本軍を脱営した学徒兵の光復軍加担を積極推進した。
1945年解放後には동명学校教師時代から恋人で独立運動家金学奎とともに上海市駐在韓国人の帰国を助け、以後咸陽市等地で活動し1948年4月に帰国して金学奎と三回目の結婚をした。
死亡後の1977年に建国勲章独立章が追贈された。

## 参考サイト
- 네이버 캐스트 : 오늘의 인물 - 오광심